# Summit (Oregon)
Summit az Amerikai Egyesült Államok északnyugati részén, Oregon állam Benton megyéjében, a 180-as út mentén, Blodgettől északnyugatra elhelyezkedő statisztikai- és önkormányzat nélküli település. A 2010. évi népszámláláskor 82 lakosa volt. Területe 0,8 km², melynek 100%-a szárazföld.

## Népesség
A 2010-es népszámláláskor  82 lakója, 33 háztartása és 18 családja volt. A népsűrűség 102,5 fő/km2. A lakóegységek száma 34, sűrűségük 42,5 db/km2. A lakosok 95,1%-a fehér,     1,2%-a egyéb, 3,7%-a pedig kettő vagy több etnikumú. A spanyol vagy latino származásúak aránya 11% (9,8% mexikói,  1,2% kubai, )
A háztartások 27,3%-ában élt 18 évnél fiatalabb. 42,4% házas, 6,1% egyedülálló nő, 6,1% egyedülálló férfi, 45,5% pedig nem család. 30,3% egyedül élt; %-uk 65 éves vagy idősebb. Egy háztartásban átlagosan 2,48 személy élt; a családok átlagmérete 3 fő.
A medián életkor 42,5 év volt. Lakóinak 25,6%-a 18 évesnél fiatalabb, 2,4% 18 és 24 év közötti, 23,2%-uk 25 és 44 év közötti, 41,8%-uk 45 és 64 év közötti, 7,3%-uk pedig 65 éves vagy idősebb. A lakosok 45,1%-a férfi, 54,9%-a pedig nő.

## Fordítás
Ez a szócikk részben vagy egészben  a   Summit, Oregon című angol Wikipédia-szócikk ezen változatának fordításán alapul.  Az eredeti cikk szerkesztőit annak laptörténete sorolja fel. Ez a jelzés csupán a megfogalmazás eredetét és a szerzői jogokat jelzi, nem szolgál a cikkben szereplő információk forrásmegjelöléseként.